# Aerolíneas Argentinas
Aerolíneas Argentinas ist die größte argentinische Fluggesellschaft mit Sitz in Buenos Aires und Basis auf dem dortigen Flughafen Buenos Aires-Ezeiza. Sie ist Mitglied der Luftfahrtallianz SkyTeam.

## Geschichte

### Gründung und erste Jahre

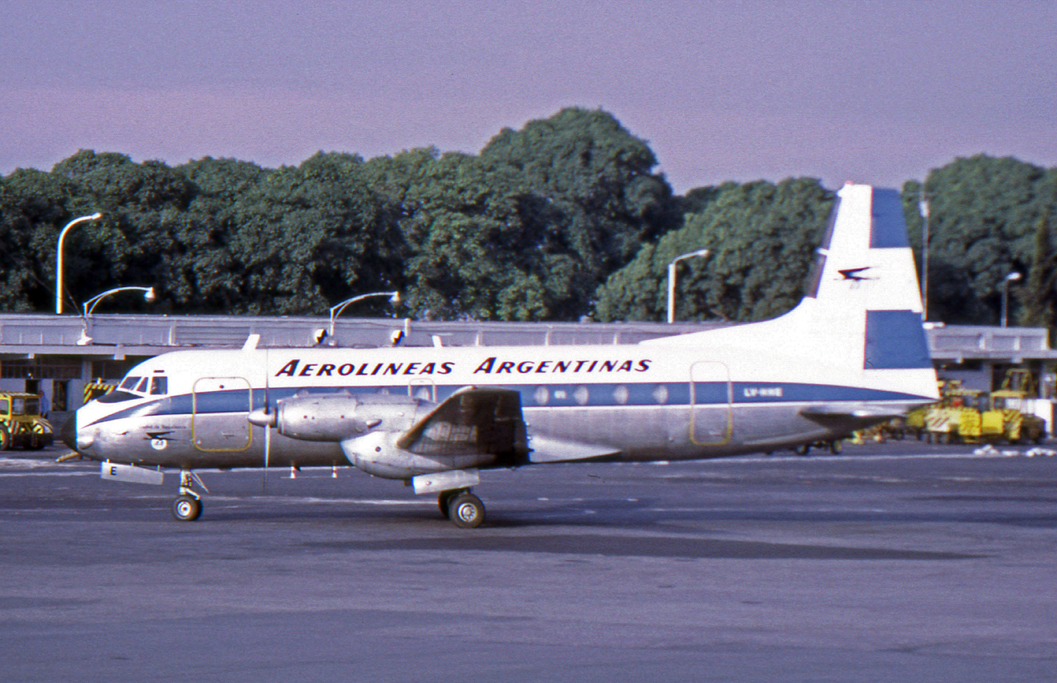
Eine Avro 748 der Aerolíneas Argentinas im Jahr 1972

Aerolíneas Argentinas wurde am 3. Mai 1949 durch staatlich angeordneten Zusammenschluss der vier unabhängigen Fluggesellschaften ins Leben gerufen: Flota Aérea Mercante Argentina (FAMA), Aviación del Litoral Fluvial Argentino (ALFA), Zonas Oeste y Norte de Aerolíneas Argentinas (ZONDA) und Aeroposta Argentina. ZONDA, ALFA und Aeroposta hatten nach dem Zweiten Weltkrieg ein Inlandnetz aufgezogen, wogegen FAMA bereits Routen bis nach New York und Europa (Rom, Madrid) flog. Da die Inlandsfluggesellschaften in ihnen zugeteilten Zonen flogen, gab es beim vereinigten Streckennetz der Aerolíneas Argentinas kaum Überschneidungen. Eine größere Herausforderung war aber die Einbindung der verschiedenen Flugzeugtypen. Sogar umgebaute britische Lancaster-Bomber waren noch unterwegs. Flugboote vom Typ Short Sandringham wurden weiterhin für Routen entlang des Río Paraná und Uruguay mit den Endzielen Asunción und Montevideo genutzt. Bald kamen die von ZONDA georderten Convair CV-240 nach Córdoba, Mendoza und Santiago de Chile zum Einsatz. Die inzwischen veralteten Douglas DC-3 hielten die Verbindungen ins raue Patagonien aufrecht. Die moderneren Flugzeuge konnten auf den dortigen Pisten noch nicht landen. Die Interkontinentalrouten wurden von den Douglas DC-6 und DC-4 der FAMA geflogen. Außer einer Namensänderung merkten die Passagiere hier nichts von den Umstellungen.
Als neues Auslandsziel kam einzig das bolivianische Santa Cruz de la Sierra 1953 in Zusammenarbeit mit Lloyd Aéreo Boliviano zum Streckennetz hinzu. Diese mit DC-4 bediente Route wurde 1954 bis Lima verlängert.

### Die ersten Jets

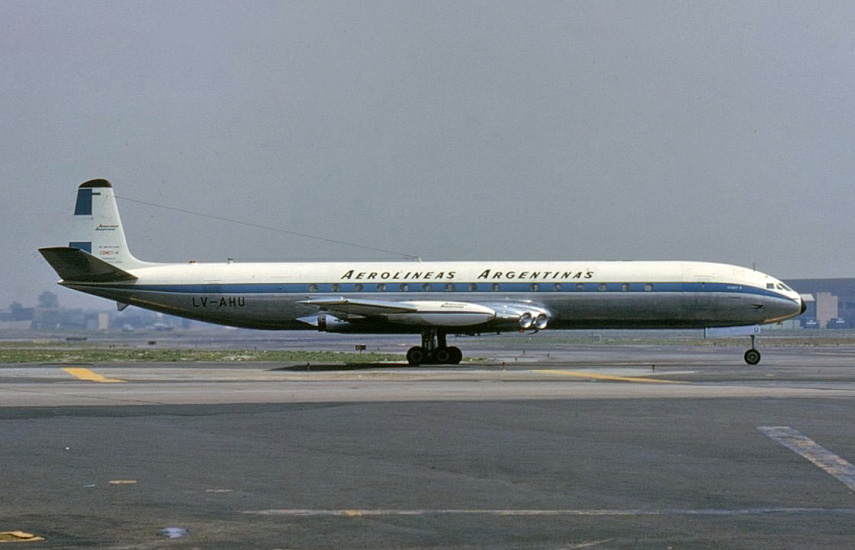
Eine de Havilland Comet der Aerolíneas Argentinas im Jahr 1973

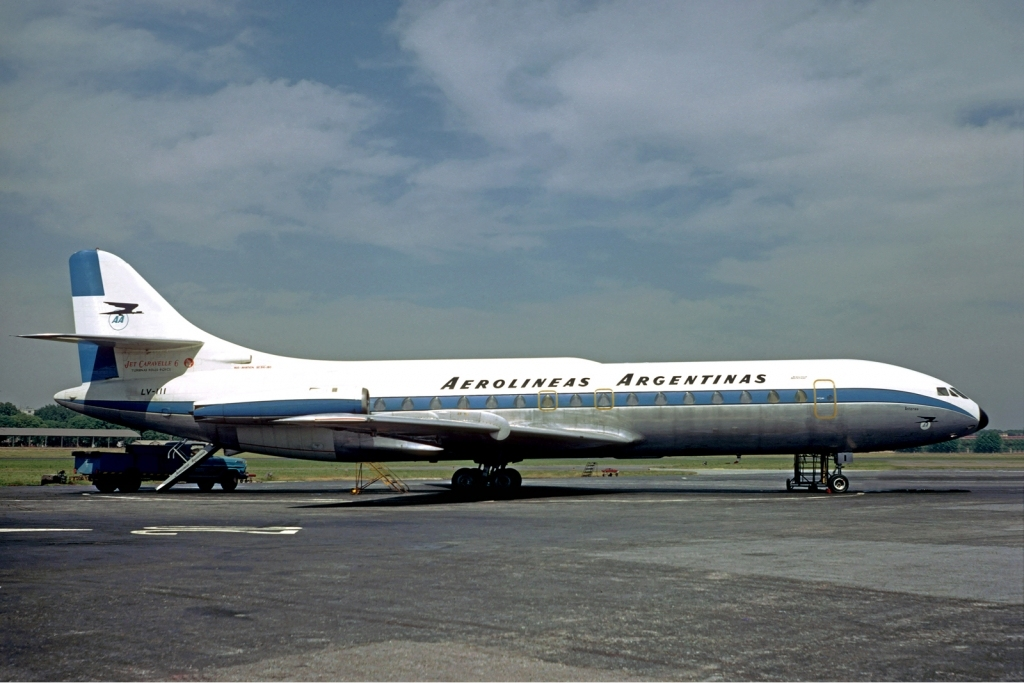
Eine Caravelle der Aerolíneas Argentinas im Jahr 1973

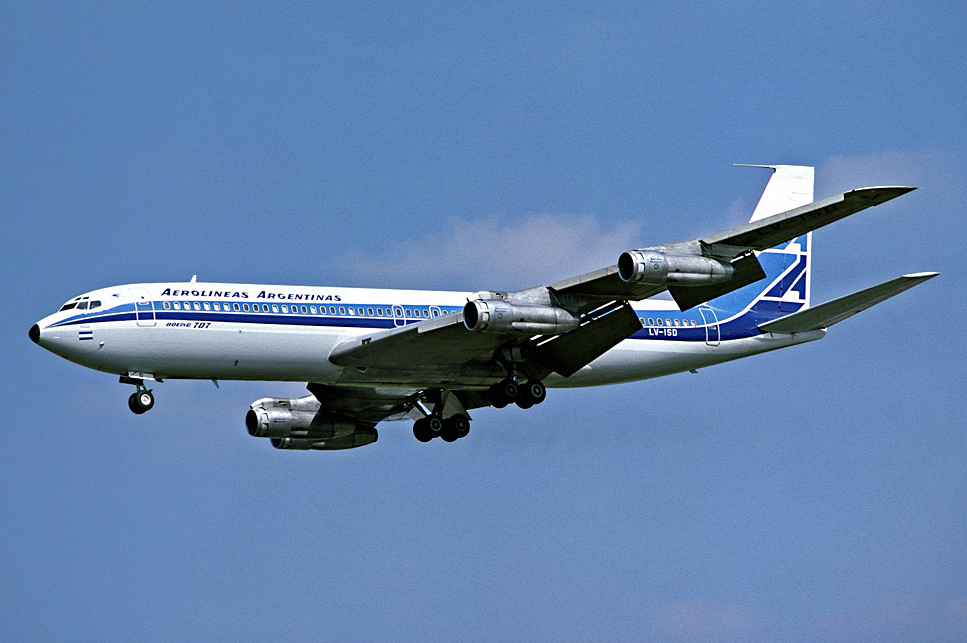
Eine Boeing 707 der Aerolíneas Argentinas im Jahr 1979

Im Jahre 1955 geriet Aerolíneas Argentinas nach mehreren Flugunfällen in eine Krise. Zudem lockerte die neue Regierung, die nach dem Putsch gegen Juan Perón an die Macht kam, die Zugangshürden für private Fluggesellschaften. Daraufhin drängten mehrere Neulinge wie Transcontinental (TSA), Aerolíneas Ini und Transatlántica auf den Markt und setzten mit ihren DC-4, DC-6 und Lockheed L-1049 Super Constellation der Aerolíneas Argentinas hart zu. Doch die staatliche Fluggesellschaft hatte den längeren Atem. Zudem zeichnete sich am Horizont die Ära der Strahlflugzeuge ab – gegen sie sollten die DC-6 und Constellations auf Dauer nicht ankommen.
Am 2. März 1959 traf die erste von sechs bestellten De Havilland Comet 4 ein, die Großbritannien auch als Reparationszahlung für die Betreuung britischer Soldaten während des Zweiten Weltkriegs lieferte. Der erste reguläre Dienst führte sie am 16. April 1959 von Buenos Aires nach Santiago de Chile – es war die erste Flugverbindung von Flugzeugen mit Strahltriebwerken in Südamerika. Bald wurden auch die europäischen Ziele Rom, Frankfurt, Paris und London (mit Zwischenstopps in Rio de Janeiro, Recife, Dakar und Madrid) sowie New York mit dem neuen Strahlflugzeug bedient. Doch drei Maschinen gingen bis 1962 durch Unfällen verloren.
Für das Inlandsnetz wurden 1961 neun Avro 748 und drei Caravelle bestellt. Die französischen Jets wurden ab 1962 auf den wichtigsten Inlandsrouten eingesetzt. Nach Außerdienststellung der Convairs und Sandringhams bot die Flotte der Aerolíneas Argentinas nun ein modernes Bild. Am 27. Februar 1970 erhielt die Fluggesellschaft ihre erste Boeing 737-200.

### Konsolidierungsphase
Anfang der 1960er Jahre schloss man mit Iberia, Alitalia und Panair do Brasil Poolabkommen. Zeitgleich gaben die drei privaten argentinischen Airlines den Betrieb auf und Aerolíneas Argentinas übernahm von Aerolíneas Ini die Verkehrsrechte für Europa. Nach einem erneuten Managementwechsel musste die Airline die nächste Flottenmodernisierung in Angriff nehmen, denn die Konkurrenz setzte bereits größere Muster als die Comet ein. Den Auftrag über vier Maschinen konnte sich Boeing 1965 mit ihrem Muster 707-320B sichern. Erstmals flog sie am 15. Dezember 1966 von Buenos Aires nach New York. Bald darauf flogen sie auch nach Europa, wobei der Teilstreckenabschnitt Rio de Janeiro – Rom die damals längste Nonstopverbindung der Welt war (der Zwischenstopp in Dakar war nicht mehr notwendig).
Im Inland trafen die robusten Propellermaschinen des Typs Avro 748 inzwischen auf die strahlgetriebenen BAC 1-11 der Austral Líneas Aéreas und Aerolíneas Argentinas orderte 1967 sechs Boeing 737-200. Mit Austral einigte man sich 1971 und teilte den Inlandsverkehr untereinander auf. Auch Boeing 727-200 und Fokker 28-4000 gelangten zum Einsatz.
1975 wählte Aerolíneas Argentinas die Boeing 747-200 als künftiges Großraumflugzeug, doch die erste eigene Bestellung wurde erst 1979 über drei Maschinen bekanntgegeben. Ab 1977 war aber eine von Boeing gemietete Maschine für die Argentinier unterwegs. Mit ihr, und der kürzeren Spezialversion SP sowie der Boeing 707, flog Aerolíneas Argentinas als erste Airline ab Anfang der 1980er Jahre regelmäßig über die Antarktis.

### Privatisierung

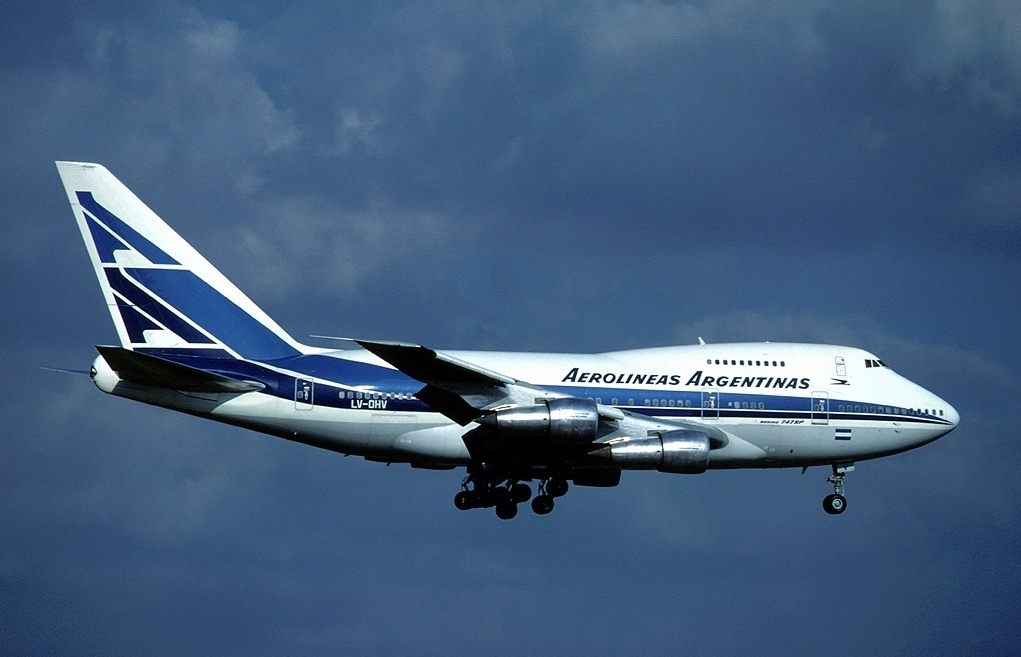
Eine Boeing 747SP der Aerolíneas Argentinas im Jahr 1982

Die ab 1976 herrschende Militärdiktatur setzte der Fluglinie wirtschaftlich stark zu. Durch den Falklandkrieg 1982 wurde dies noch verschlimmert. Die ab 1983 wieder demokratische Regierung wollte zur Sanierung 40 % der Anteile an die skandinavische SAS verkaufen, doch die Opposition vereitelte dies. Nächster Kandidat war die spanische Iberia, die jedoch schon selbst staatliche Gelder zum Überleben benötigte. Die Europäische Kommission untersagte den Verkauf von 80 % der Anteile an die Spanier. Nach weiteren Verkaufsversuchen an die brasilianische VASP, Continental Airlines und American Airlines, wurde schließlich 1991 die Holding Interinvest geschaffen, an der auch Iberia 30 % hielt. Interinvest kontrollierte auch Austral Líneas Aéreas. 1995 erhöhte Iberia ihren Anteil auf 83 % und führte eine neue Lackierung ein, die sich an der Farbgebung der Iberia-Maschinen orientierte. Doch schon zwei Jahre später mussten die Spanier den Argentiniern wieder mehr Kontrolle einräumen.
Flottenseitig wurden den Boeing 737-200 im Inland modernere McDonnell Douglas MD-88 zur Seite gestellt. Für das Marktsegment unterhalb der Boeing 747-200 entschied man sich für den Airbus A310-300 und mietete 1994 drei Maschinen vom Hersteller an.

### Erneute Krise

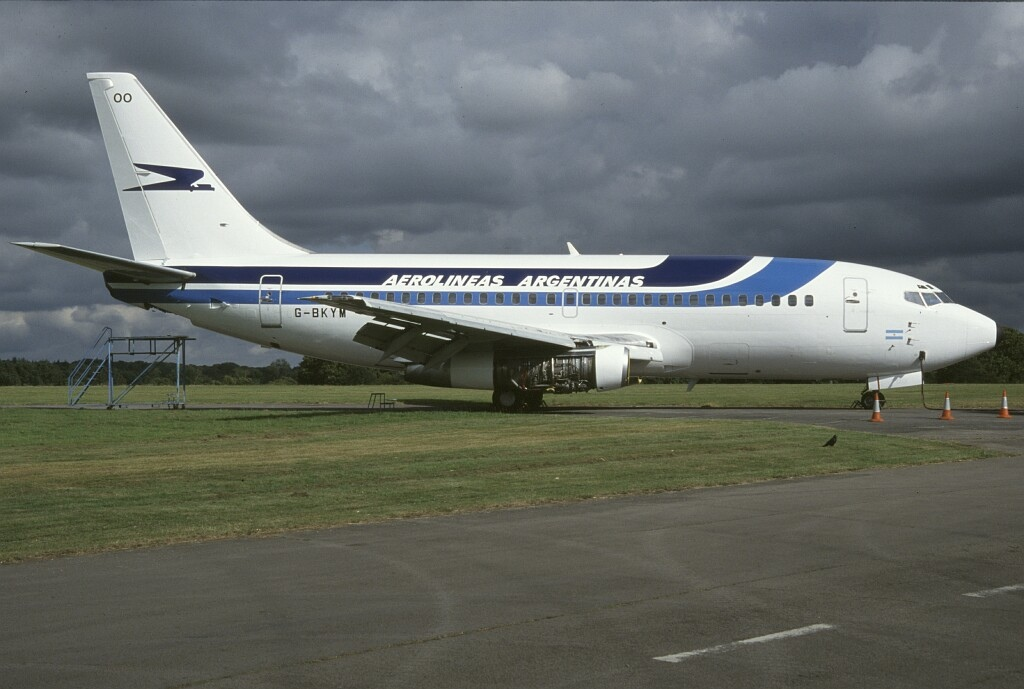
Eine Boeing 737-200 der Aerolíneas Argentinas im Jahr 1990

Im Jahr 1998 beteiligte sich AMR, Mutterkonzern der American Airlines mit 10 % an Interinvest. Hochrangige Manager wurden entsandt, um die argentinische Fluggesellschaft wieder auf Kurs zu bringen, denn die Aerolíneas Argentinas wurde hauptsächlich von den Spaniern am Leben erhalten. Die Gesellschaft sollte mit Austral verschmelzen und die abgeschafften Europadienste wiederbelebt werden. Auch eine kosteneffizientere Flotte sollte angeschafft werden. Das neue Management entschied sich für den Airbus A340 und orderte zwölf Maschinen, davon sechs Gebrauchtflugzeuge, die von Philippine Airlines wegen der Asienkrise zurückgegeben wurden.
Nach knapp zwei Jahren gaben die Amerikaner auf, die spanische Staatsholding Sociedad Estatal de Participaciones Industriales (SEPI) schoss rund 800 Mio. US-Dollar zum Überleben bei und übernahm das Ruder. Die eingeleitete millionenschwere Imagekampagne sowie die Fusion mit Austral wurde gestoppt. Doch alles half nicht – im Frühjahr 2001 stand Aerolíneas Argentinas wieder kurz vor dem Aus. Alle internationalen Dienste wurden eingestellt und SEPI verkaufte ihre Anteile an die spanische Grupo Marsans, die auch die Air Comet kontrollierte. Die Flüge in die USA, nach Brasilien, Madrid, Auckland und Sydney wurden wieder aufgenommen. Mehrere McDonnell Douglas MD-80 wurden nach Madrid verlegt und bedienten von hier Paris und London. Später kooperierte man auch mit Air Plus Comet und nutzte deren Airbus A310-300 und Boeing 737-300 für Flüge nach Athen, Mailand, München und Zürich.

### Entwicklung ab 2005

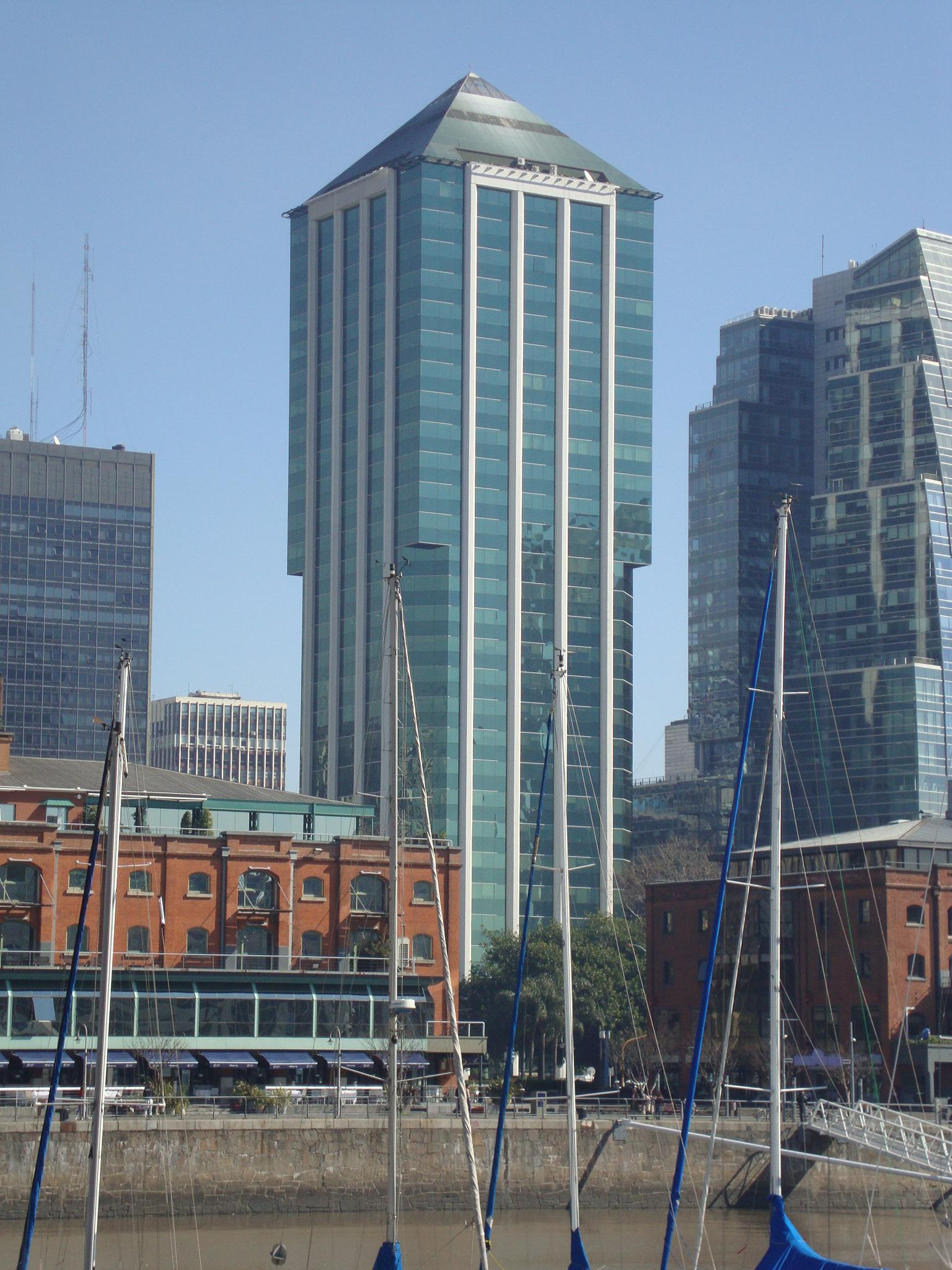
Torre Bouchard, der Hauptsitz von Aerolíneas Argentinas

Ende November 2005 traten die Piloten von Aerolíneas Argentinas in den Streik, der am 4. Dezember 2005 beendet wurde. Das Unternehmen lenkte nach der Vermittlung durch die argentinische und spanische Regierung ein und stimmte einer Lohnerhöhung zu. Ferner wurde die sofortige Wiedereinstellung von 373 Arbeitern vereinbart, die aufgrund des Streiks entlassen worden waren. Während des neuntägigen Streiks fielen 600 Flüge aus. Rund 100.000 Passagiere waren davon betroffen. Innerhalb der nächsten 90 Tage sollten neue Bedingungen vereinbart werden.

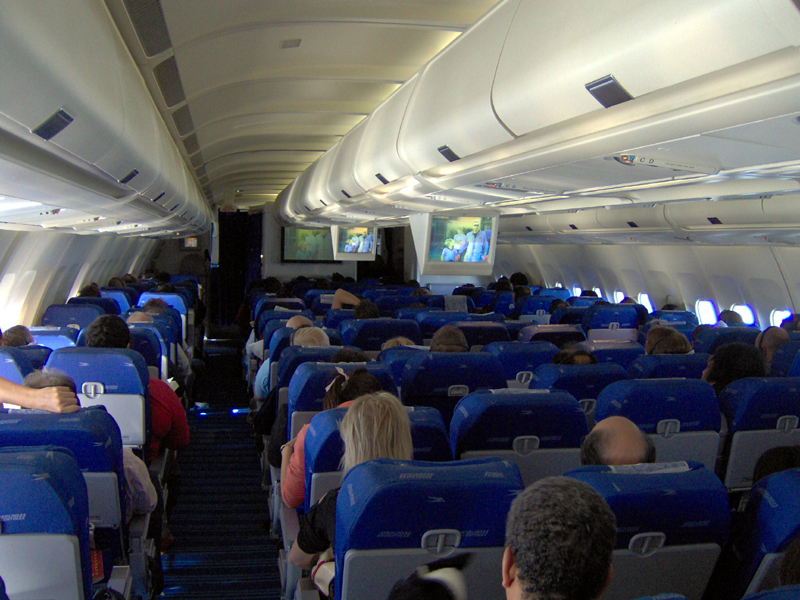
Economy-Klasse an Bord eines Airbus A340-200 der Aerolíneas Argentinas

Nachdem auf Druck von Regierung und Gewerkschaften der bisherige Präsident der Firma, Antonio Mata, Mitte 2006 zurückgetreten war, hatte sich die Lage in der Gesellschaft etwas normalisiert.
Ende September 2006 kündigte man Investitionen für die folgenden drei Jahre an und revidierte dabei die vorherige Entscheidung, die Flotte mit Flugzeugen des Herstellers Boeing zu erneuern bzw. erweitern. Stattdessen war jetzt vorgesehen, mehrere A340-200, A330-200 und A320-200 von Airbus zu beschaffen, während man die Boeing-Flotte nur durch eine vierte 747-400 aufstocken wollte. Allerdings sollte die MD-80-Flotte, die mittlerweile ausschließlich von Austral betrieben wurde, um 50 Prozent auf 21 Flugzeuge aufgestockt werden. Am 11. Oktober 2006 gab die Grupo Marsans eine Absichtserklärung zum Kauf von 61 Flugzeugen von Airbus bekannt (zehn Airbus A350-900, vier A380-800, fünf A330-200 sowie 42 Maschinen der A320-Familie). Diese Absicht wurde jedoch schließlich nicht in Kaufverträge umgewandelt.

### Wiederverstaatlichung 2008
Wegen der Verschuldung der Marsans-Gruppe wurde am 17. Juli 2008 die Wiederverstaatlichung der Fluggesellschaft beschlossen. Dabei wurden die Aktienpakete der bisherigen Eigentümer schrittweise im Laufe des Jahres vom argentinischen Bundesstaat übernommen.
Am 5. März 2009 hat Aerolíneas Argentinas ein Abkommen mit der israelischen Fluggesellschaft El Al vereinbart. Geplant wurden Codeshare-Flüge über São Paulo und Europa in den Nahen Osten. Seit dem 6. April hatte Aerolíneas Argentinas zudem ein Abkommen mit der chilenischen Sky Airline auf den Strecken zwischen Argentinien, Chile und Peru. Angeflogene Ziele der Sky Airline waren beispielsweise Punta Arenas und Antofagasta.

### Gegenwart
Am 29. August 2012 trat Aerolineas Argentinas der internationalen Luftfahrtallianz SkyTeam bei. Das erste Codeshare-Abkommen wurde mit Delta Air Lines getroffen, am 1. November 2011 folgte ein Weiteres mit Air France und deren Schwester KLM Royal Dutch Airlines.
Am 1. Februar 2012 stellte Aerolineas Argentinas ihre letzte Boeing 747-400 außer Dienst. Im April 2012 musterte sie zudem ihre verbliebene Flotte von McDonnell Douglas MD-80 aus, die sukzessive durch Boeing 737 ersetzt wurde.
Im August 2013 übernahm Aerolineas Argentinas ihre ersten Airbus A330-200, die bis August 2014 die alten A340-200 ersetzten. Im Zuge dessen wurde nach über fünfjähriger Unterbrechung ab Dezember 2013 wieder New York City angeflogen.
Im Februar orderte Aerolineas Argentinas vier weitere Airbus A330-200, nachdem zuvor der Kauf von Boeing 787 erwogen worden war.
Als am 10. Dezember 2015 die Regierung wechselte, löste die ehemalige GM Regionalpräsidentin für Argentinien, Uruguay und Paraguay Isela Costantini den bisherigen CEO Mariano Recalde ab und besetzte den Posten bis Ende Sommer 2018, gefolgt von Luis Malvido.
Im Dezember 2018 wurde bekannt, dass die Gesellschaft für das laufende Jahr 200 Millionen Dollar Subventionen benötigte. Gründe dafür waren höhere Treibstoffkosten, Verfall der Preise für Inlandsflüge, nachdem die Regierung teilweise im Sommer eine künstliche Untergrenze für Inlandsflüge abgeschafft hatte und die steigende Inflation des Pesos (ein Großteil der Kosten der Gesellschaft ist in Dollar zu begleichen). Zudem streikte Anfang Dezember ein Teil der Belegschaft und die Gesellschaft musste mit rund sechs verschiedenen Gewerkschaften verhandeln. Die Regierung hatte eine Privatisierung oder eine Entlassung der Belegschaft ausgeschlossen.
Im Mai 2020 wurde bekannt, dass Aerolíneas Argentinas mit der Fluggesellschaft Austral Líneas Aéreas bis Ende 2020 fusionieren sollte. Sie waren bereits Teil der gleichen Gruppe.

## Flugziele
Zusammen mit der Tochtergesellschaft Austral Líneas Aéreas bietet Aerolíneas Argentinas ein dichtgeknüpftes Inlandsnetz, das vom Gran-Chaco-Gebiet im Norden, einer heißen Trockensavanne, bis ins raue und dünn besiedelte Patagonien ganz im Süden reicht. Da das Streckennetz von Aerolíneas und ihrer Tochtergesellschaft im Inland sternförmig aufgebaut und auf Buenos Aires ausgerichtet ist, wird jedes Ziel entweder vom Regionalflughafen Jorge Newbery oder vom internationalen Flughafen Ezeiza aus angeflogen. Zusätzlich werden einige wichtige argentinische Ziele auch untereinander verbunden, so gibt es mittlerweile zahlreiche Flugverbindungen von Cordóba oder Rosario aus.
Die wichtigsten internationalen Ziele von Aerolíneas Argentinas liegen in Süd- und Nordamerika sowie Europa.

### Codesharing
Aerolineas Argentinas unterhält derzeit Codesharevereinbarungen mit folgenden Fluggesellschaften: Aeroméxico, Aeroflot, Air Europa, Air France, Air New Zealand, Delta Air Lines, Etihad Airways, KLM Royal Dutch Airlines, Gol Linhas Aéreas, ITA Airways, Korean Air, El Al und China Eastern Airlines., Saudi Arabian Airlines

## Flotte

### Aktuelle Flotte

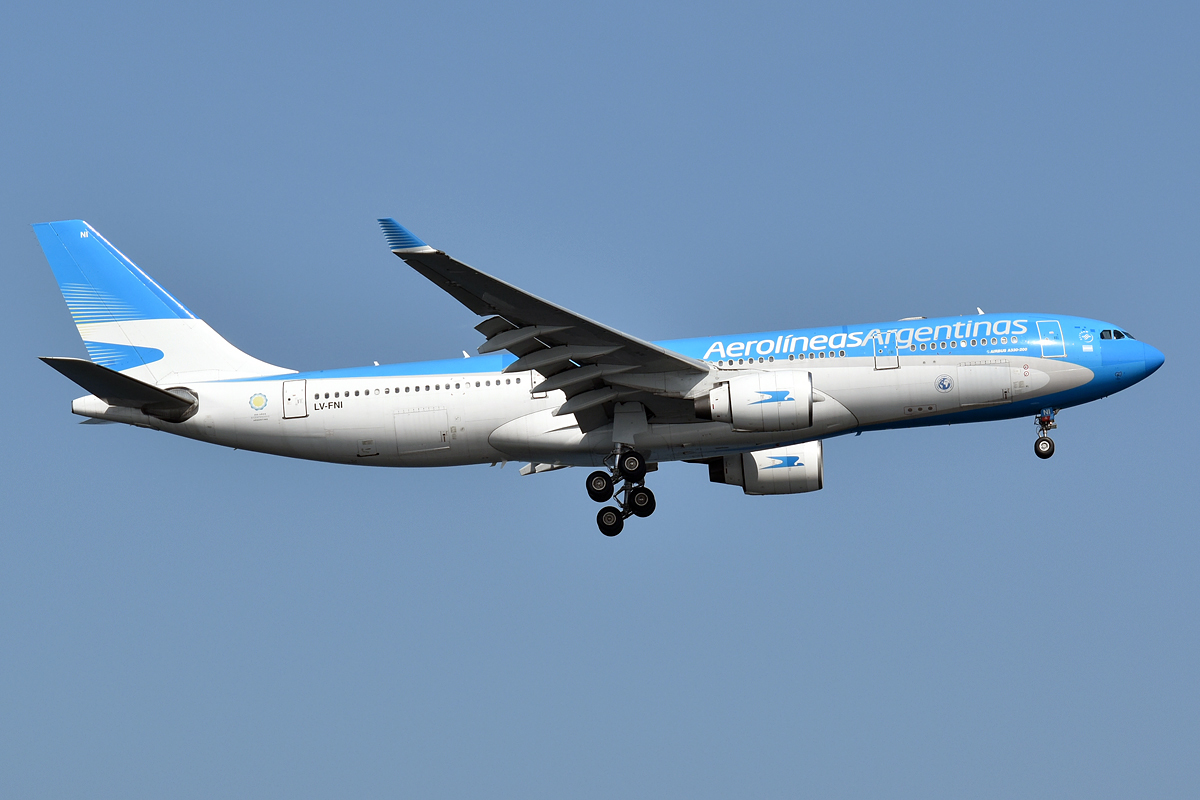
Airbus A330-200 der Aerolíneas Argentinas

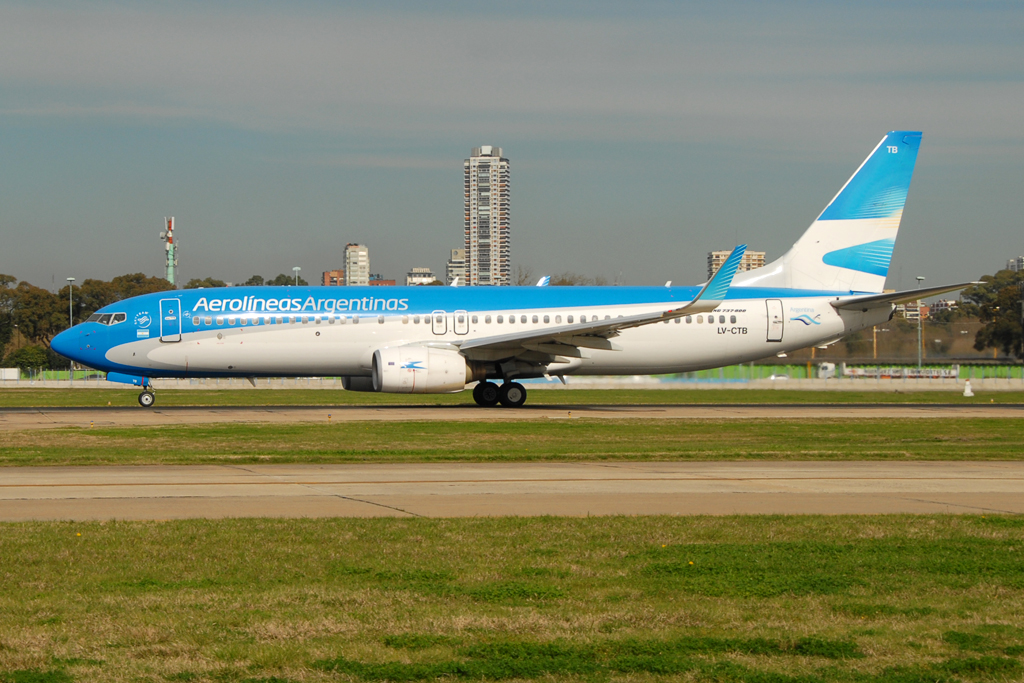
Boeing 737-800 der Aerolíneas Argentinas

Mit Stand April 2025 besteht die Flotte der Aerolíneas Argentinas aus 83 Flugzeugen mit einem Durchschnittsalter von 11,9 Jahren:
| Flugzeugtyp       | Anzahl | bestellt | Anmerkungen                                                                 | Sitzplätze (Business/Economy) | Durchschnittsalter |
| ----------------- | ------ | -------- | --------------------------------------------------------------------------- | ----------------------------- | ------------------ |
| Airbus A330-200   | 10     |          | zwei inaktiv                                                                | 272 (24/248)                  | 14,2 Jahre         |
| Airbus A330-200F  |        | 02       | Frachtflugzeuge; ursprünglich geplant für 2022                              |                               |                    |
| Boeing 737-700    | 07     |          | fünf mit Winglets ausgestattet; zwei inaktiv; werden sukzessiv ausgemustert | 128 (8/120) 137 (12/125)      | 17,9 Jahre         |
| Boeing 737-800    | 28     |          | mit Winglets ausgestattet; fünf inaktiv                                     | 170 (8/162)                   | 10,9 Jahre         |
| Boeing 737-800BCF | 02     |          | mit Winglets ausgestattet                                                   | -                             | 10,9 Jahre         |
| Boeing 737 MAX 8  | 12     |          | Erstkunde in Südamerika                                                     | 170 (8/162) 174 (12/162)      | 05,7 Jahre         |
| Embraer ERJ-190   | 24     |          | drei inaktiv; übernommen von Austral Líneas Aéreas                          | 96 (8/88)                     | 13,5 Jahre         |
| Embraer 195-E2    |        | 12       | Auslieferung ab 2024                                                        |                               |                    |
| Gesamt            | 83     | 14       |                                                                             |                               | 11,9 Jahre         |

### Aktuelle Sonderbemalungen
| Flugzeugtyp        | Luftfahrzeugkennzeichen | Bemalung                           | Zeitraum           | Bild |
| ------------------ | ----------------------- | ---------------------------------- | ------------------ | --- |
| Airbus A330-200    | LV-FVH                  | „Argentina National Football Team“ | seit Oktober 2022  | |
| Airbus A330-200    | LV-KAO                  | „Argentina National Football Team“ | seit Mai 2024      | Bild gesucht Die Wikipedia wünscht sich an dieser Stelle ein Bild. Weitere Infos zum Motiv findest du vielleicht auf der Diskussionsseite . Falls du dabei helfen möchtest, erklärt die Anleitung , wie das geht. |
| Boeing 737-700     | LV-GOO                  | „70th Anniversary Retro“           | seit August 2020   | |
| Boeing 737-800     | LV-GGQ                  | „#ArgentinaExporta“                | seit Mai 2019      | |
| Boeing 737-800(SF) | LV-CTC LV-KHQ           | „diggit“                           | seit Mai 2023      | Bild gesucht Die Wikipedia wünscht sich an dieser Stelle ein Bild. Weitere Infos zum Motiv findest du vielleicht auf der Diskussionsseite . Falls du dabei helfen möchtest, erklärt die Anleitung , wie das geht. |
| Embraer 190        | LV-FPS                  | „SkyTeam“                          | seit Dezember 2020 | |

### Ehemalige Sonderbemalungen
| Flugzeugtyp    | Luftfahrzeugkennzeichen | Bemalung  | Zeitraum                      | Bild |
| -------------- | ----------------------- | --------- | ----------------------------- | ---- |
| Boeing 737-700 | LV-BZA                  | „SkyTeam“ | August 2012 bis November 2024 |      |

### Ehemalige Flugzeugtypen

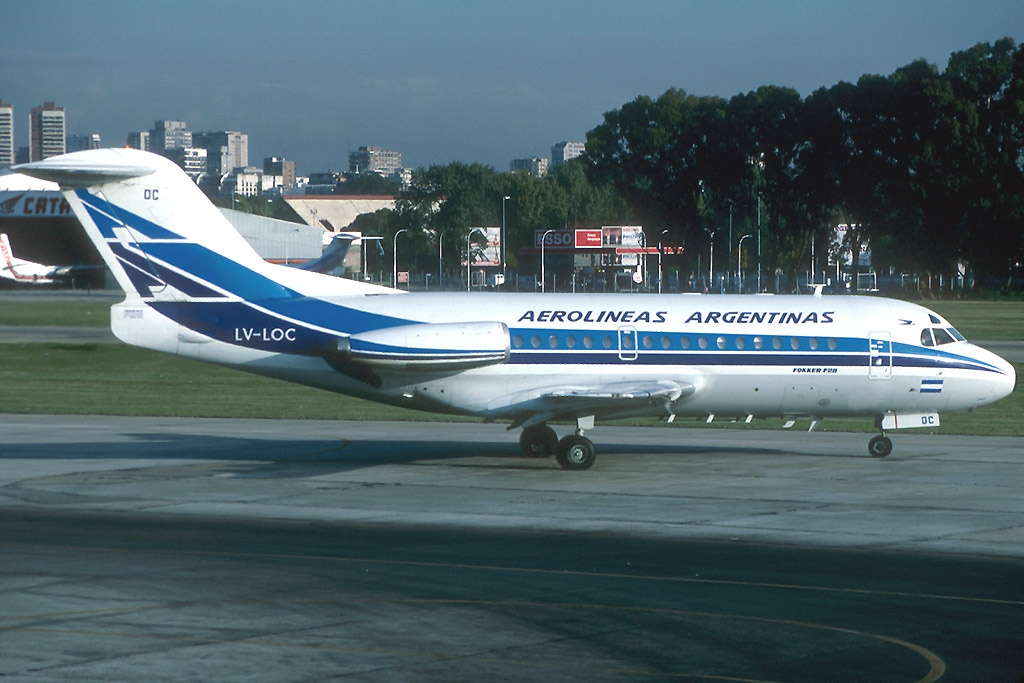
Fokker F-28-1000 Fellowship der Aerolíneas Argentinas

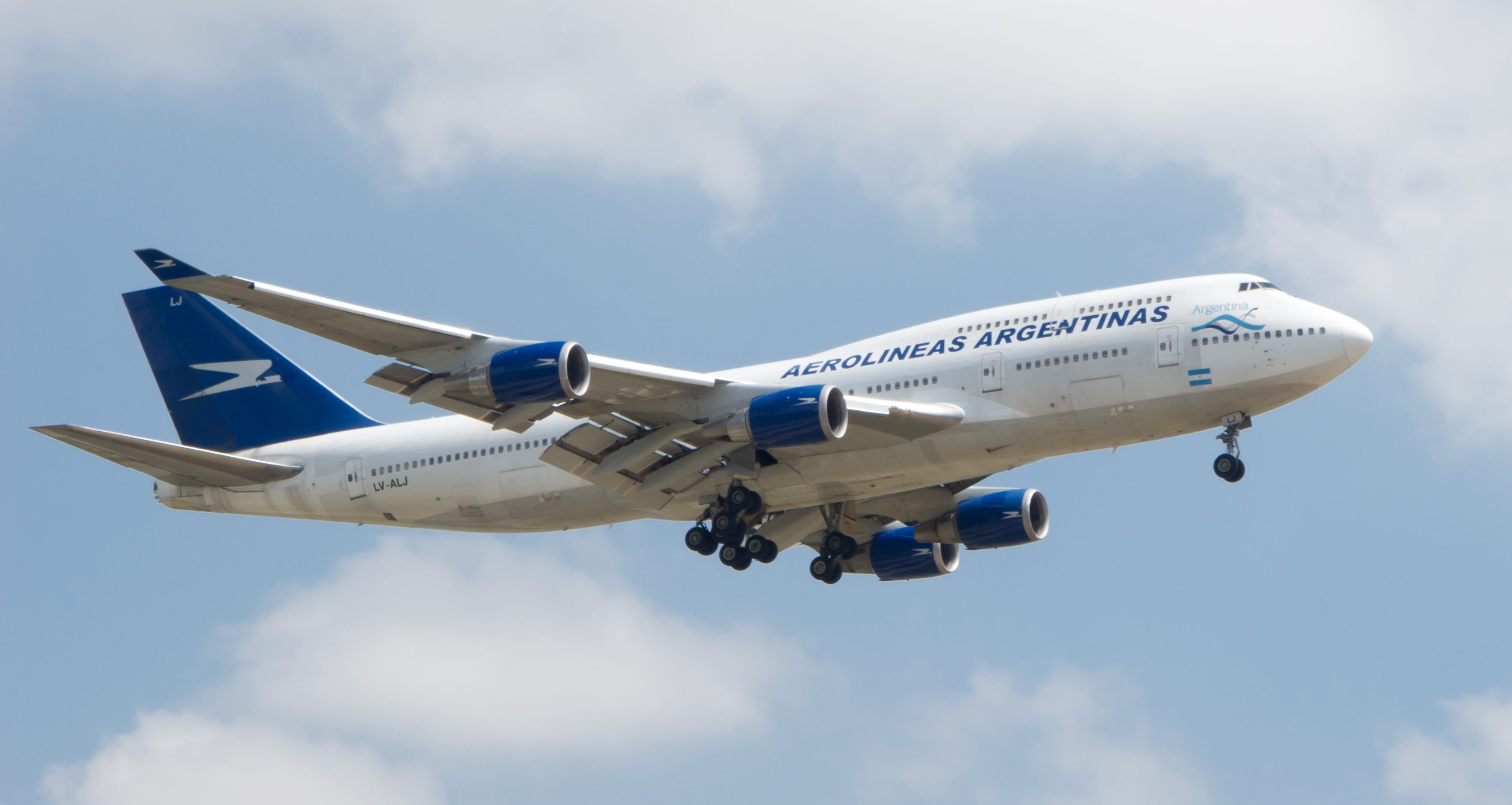
Boeing 747-400 der Aerolíneas Argentinas

In der Vergangenheit verwendete Aerolíneas Argentinas auch folgende Flugzeugtypen:
- Airbus A310-300
- Airbus A320-200
- Airbus A340-200
- Airbus A340-300
- Boeing 707
- Boeing 727-200
- Boeing 737-200
- Boeing 737-300
- Boeing 737-500
- Boeing 747-200
- Boeing 747-400
- Boeing 757-200
- Boeing 747SP
- Convair CV-240
- De Havilland DH.106 Comet
- Douglas DC-3
- Douglas DC-4
- Douglas DC-6
- Fokker F28 Fellowship
- Hawker-Siddeley HS 748
- McDonnell Douglas MD-83
- McDonnell Douglas MD-88
- NAMC YS-11
- Sud Aviation Caravelle

## Zwischenfälle
Von 1950 bis Mai 2020 ereigneten sich bei Aerolíneas Argentinas 32 Totalverluste von Flugzeugen. Bei 14 davon kamen 340 Menschen ums Leben. Beispiele:
- Am 30. Dezember 1950 stürzte eine Douglas DC-3/C-47A-20-DK der Aerolíneas Argentinas (Luftfahrzeugkennzeichen LV-ACH) auf dem Weg von Mar del Plata nach Buenos Aires nahe Cobo (Argentinien) ab. Von den 15 Insassen starben 14.[37]

- Am 26. März 1951 stürzte eine Douglas DC-3/C-47A-5-DK der Aerolineas Argentinas (LV-ACY) kurz nach dem Start vom Flughafen Río Grande, Tierra del Fuego (Argentinien) ab. Von den 20 Insassen kamen 11 ums Leben, drei Crewmitglieder und acht Passagiere.[38]

- Am 21. Juni 1951 setzte eine Douglas DC-3/C-47B-35-DL der Aerolineas Argentinas (LV-ADG) bei der Landung auf dem Flughafen von Puerto Deseado (Argentinien) spät auf und sprang dreimal hoch. Daraufhin entschloss sich der Kapitän zum Durchstarten. Dabei streifte das Flugzeug einen Armeelastwagen auf der angrenzenden Straße; zwei Soldaten wurden getötet. Die Maschine konnte sicher wieder gelandet werden, an Bord kam niemand ums Leben.[39]

- Am 17. Juni 1953 wurde eine Douglas DC-4/C-54A-5-DO der Aerolíneas Argentinas (LV-ABQ) im Anflug auf den Flughafen Córdoba (Argentinien) durch grobe Navigationsfehler, verbunden mit falschen Windangaben, 12 Kilometer vor der Landebahn ins Gelände geflogen. Bei diesem CFIT (Controlled flight into terrain) überlebten trotzdem alle 41 Insassen, sieben Besatzungsmitglieder und 34 Passagiere, den Unfall.[40]

- Am 23. April 1954 wurde eine Douglas DC-3/C-47A-5-DK der Aerolíneas Argentinas (LV-ACX) auf dem Weg von Mendoza zum Flughafen Córdoba nahe Sierra del Vilgo gegen einen Berg geflogen. Zuvor hatte die Besatzung das Flugzeug aufgrund schwerer Turbulenzen auf der Ausgangsstrecke nach La Rioja umgeleitet. Das Wrack wurde erst drei Tage später gefunden. Durch diesen CFIT (Controlled flight into terrain) wurden alle 25 Insassen getötet, vier Besatzungsmitglieder und 21 Passagiere.[41]

- Am 16. Oktober 1954 versuchte der Kapitän einer Convair CV-240-6 der Aerolineas Argentinas (LV-ADQ), eine markante Frontalzone des Wetters zu unterfliegen statt ihr auszuweichen. Dabei wurde die Maschine schließlich bei Capilla del Señor (Argentinien) in den Boden geflogen und irreparabel beschädigt. Der Unfall ereignete sich 78 Kilometer nordwestlich vom Flughafen Buenos Aires–Ezeiza (Argentinien), wo die Maschine gestartet war. Alle 32 Insassen, fünf Besatzungsmitglieder und 27 Passagiere, überlebten den Unfall.[42]

- Am 16. Juli 1956 wurde eine Douglas DC-3/C-47A-25-DK der Aerolineas Argentinas (LV-ACD) im Anflug auf den Flughafen Río Cuarto (Argentinien) unter die Mindestsinkflughöhe geflogen und krachte deshalb gegen einen Berg. Durch diesen CFIT (Controlled flight into terrain) wurden alle 18 Insassen getötet, vier Besatzungsmitglieder und 14 Passagiere.[43]

- Am 8. Dezember 1957 brach eine Douglas DC-4 der Aerolíneas Argentinas (LV-AHZ) 20 Kilometer südwestlich von Bolivar (Provinz Buenos Aires, Argentinien) im Steigflug auseinander, nachdem sie in eine Gewitterfront geraten war, deren starke Turbulenzen zu einem Überschreiten der Betriebsgrenzen der Maschine führten. Alle 61 Insassen starben (siehe auch Aerolíneas-Argentinas-Flug 670).[44]

- Am 31. Dezember 1957 stürzte eine Short S.25 Sandringham 2 der Aerolíneas Argentinas (LV-AAR) beim Landeanflug auf den Wasserflughafen von Buenos Aires ab. Zuvor war das Flugzeug von eben jenem Flughafen gestartet und die Besatzung hatte sich aufgrund technischer Probleme zu einer Rückkehr zum Ausgangsflughafen entschlossen. Von den 50 Insassen kamen zehn ums Leben, ein Crewmitglied und neun Passagiere.[45]

- Am 10. Juni 1958 überdrehte an einer Douglas DC-6 der Aerolineas Argentinas (LV-ADV) der Propeller Nr. 4 (rechts außen); das Triebwerk musste abgestellt werden. Bald danach entstanden Vibrationen am Triebwerk Nr. 2 (links innen), welches auch abgestellt wurde. Da die Maschine nun kontinuierlich an Höhe verlor, wurde eine Notlandung auf dem Strand von Ilha Grande (Brasilien) durchgeführt. Alle 22 Insassen, sechs Besatzungsmitglieder und 16 Passagiere, überlebten den Unfall. Das Flugzeug wurde irreparabel beschädigt.[46]

- Am 15. Mai 1959 stürzte eine Douglas DC-3/C-47A-80-DL der Aerolíneas Argentinas (LV-AFW) zwei Minuten nach dem Start vom Flughafen Mar del Plata ins Meer. Alle zehn Insassen starben.[47][48]

- Am 27. August 1959 wurde eine de Havilland DH.106 Comet 4 der Aerolíneas Argentinas (LV-AHP) neun Kilometer vor dem Flughafen Asunción (Paraguay) in den Boden geflogen, nachdem die Piloten beim Landeanflug die Mindestsinkflughöhe unterschritten hatten. Von den 50 Insassen kamen zwei ums Leben, ein Crewmitglied und ein Passagier.[49]

- Am 12. Dezember 1959 musste an einer Convair CV-240-6 der Aerolineas Argentinas (LV-ADM) nach dem Start vom Flughafen Mendoza (Argentinien) das Triebwerk Nr. 2 (rechts) wegen Verlusts der Hydraulikflüssigkeit abgestellt werden. Da das Fahrwerk bei der Rückkehr nach Mendoza nicht verriegelt werden konnte, starteten die Piloten entgegen der Notfallvorschriften das stillgelegte Triebwerk erneut. Der im Leerlauf befindliche Propeller erzeugte einen derart starten Luftwiderstand, dass eine Notlandung in einem Weinberg erfolgte, wobei das Flugzeug irreparabel beschädigt wurde. Alle 32 Insassen, sechs Besatzungsmitglieder und 26 Passagiere, überlebten den Unfall.[50]

- Am 7. September 1960 riss an einer Douglas DC-6 der Aerolíneas Argentinas (LV-ADS), mit der ein Flug von Asunción in Paraguay nach Buenos Aires durchgeführt wurde, im Flug der Propeller von Triebwerk Nr. 3 ab. Die Maschine brach daraufhin in der Luft auseinander und stürzte bei Salto in Uruguay auf ein Feld. Alle 31 Insassen kamen ums Leben (siehe auch Aerolíneas-Argentinas-Flug 205).[51]

- Am 19. Juli 1961 brach eine Douglas DC-6 der Aerolíneas Argentinas (LV-ADW) 12 Kilometer westlich von Pardo (Provinz Buenos Aires, Argentinien) im Steigflug aufgrund starker Turbulenzen in einer Höhe von 4800 m auseinander. Alle 67 Insassen starben (siehe auch Aerolíneas-Argentinas-Flug 644).[52]

- Am 23. November 1961 verunglückte eine De Havilland DH.106 Comet 4 der Aerolíneas Argentinas (LV-AHR) kurz nach dem Start vom Flughafen Viracopos. Das Flugzeug stieg auf rund 100 Meter, bevor es an Höhe verlor, mit Bäumen kollidierte und zwei Kilometer vom Flughafen entfernt abstürzte. Die Comet 4 kam zuvor aus Buenos Aires und sollte nach dem Zwischenstopp in Viracopos über Port of Spain nach New York weiterfliegen. Beim Absturz kamen alle 52 Personen an Bord, 40 Fluggäste und zwölf Besatzungsmitglieder ums Leben. Eine technische Ursache für den Unfall konnte nicht gefunden werden.[53]

- Am 30. August 1962 wurde im Flug einer Hawker Siddeley 748 der Aerolíneas Argentinas (LV-HHB) die hintere linke Kabinentür herausgerissen. Eine Flugbegleiterin wurde getötet, nachdem die durch die explosive Dekompression aus der Maschine gesaugt wurde. Es handelte sich um den ersten tödlichen Zwischenfall mit einem Flugzeug dieses Typs. (siehe auch Aerolíneas-Argentinas-Flug 737).[54]

- Am 15. Juli 1969 wurde eine Hawker Siddeley HS 748-105 der Aerolíneas Argentinas (LV-IEV) auf dem Flughafen Bahía Blanca (Argentinien) bei nur 200 Metern Sicht weit unterhalb der vorgeschriebenen Mindestwetterbedingungen angeflogen. Der Kapitän setze die Maschine 25 Meter vor und 200 Meter rechts neben der Landebahn ins Gelände. Das Flugzeug wurde zerstört. Dennoch überlebten alle 39 Insassen den Unfall, vier Besatzungsmitglieder und 35 Passagiere.[55]

- Am 27. November 1969 setzte eine Hawker Siddeley 748-105 der Aerolineas Argentinas (LV-HHI) schon 3 Kilometer nördlich vom Flughafen Santa Rosa (Argentinien) auf dem Boden auf. Die Maschine, die sich auf einem nächtlichen Sichtanflug befand, rutschte noch 200 m weit, prallte gegen einen Zaun und landete in einer Weidekoppel. Sie wurde dann durch einen Brand zerstört. Alle 28 Insassen, vier Besatzungsmitglieder und 24 Passagiere, überlebten den Unfall.[56]

- Am 4. Februar 1970 stürzte eine Hawker Siddeley 748-105 Srs. 1 der Aerolíneas Argentinas (LV-HGW) auf dem Weg von Corrientes nach Rosario nahe Loma Alta ab, nachdem die Besatzung die Kontrolle über das Flugzeug aufgrund schwerer Turbulenzen in einer Gewitterfront verloren hatte. Alle 37 Insassen starben.[57]

- Am 19. Dezember 1970 brach an einer Hawker Siddeley HS 748-105 der Aerolíneas Argentinas (LV-HHH) auf dem Flughafen San Juan (oder Flughafen Colonia Catriel ?) (Argentinien) bei einer sehr harten Landung das Bugfahrwerk zusammen. Dabei wurden beide Propeller und der Rumpf beschädigt. Alle 28 Insassen, vier Besatzungsmitglieder und 24 Passagiere, überlebten den Unfall. Das Flugzeug wurde irreparabel beschädigt.[58][59]